# Лазурная (бухта)
Лазу́рная (также Ша́мора) — бухта Уссурийского залива Японского моря в Приморском крае. Находится в окрестностях Владивостока.
Средняя глубина бухты 4—7 м, длина побережья — 3 км. Южный входной мыс бухты — мыс Зелёный (старое название — мыс Лучинза), северный — мыс Крутой, расстояние между ними — 1,8 км. В бухту впадает река Лазурная. Популярное место летнего отдыха.
Длинный песчаный пляж, самый большой и чистый во Владивостоке, отгорожен от автодороги, построены водные аттракционы, летние домики, кафе и бары. Напрокат сдаются лодки, катера, водные мотоциклы.
Также отдыхающие устраивают палаточные лагеря.
На побережье проводятся дискотеки на открытом воздухе и музыкальные фестивали, например, ежегодный Дальневосточный региональный фестиваль авторской песни «Приморские струны».
В 2016 году пляж бухты по ряду показателей стал восьмым в рейтинге лучших популярных пляжей России.

## История
Бухта Фельдга́узена — так она называлась с конца 1880-х годов. Это имя бухта получила в честь военного губернатора Владивостока А. Ф. Фельдгаузена.
Близлежащая падь Ша́мора получила известность после 1890 года, когда здесь посадил виноградники предприниматель Василий Кернер, бывший каторжник. Виноградное вино Кернера пользовалось спросом во Владивостоке.
В. К. Арсеньев в своей книге «Китайцы в Уссурийском крае» объяснял происхождение старого названия Шамора от маньчжурского Самара (самала — ‘большая деревянная чаша’). По мнению советских исследователей, старое название бухты Шамора — китайского происхождения, образовано компонентами: ша — ‘песок’, мо — ‘мелкий, сыпучий песок’, эр — суффикс, то есть Мелкий песок. Кроме того, было распространено название Лучинза, также китайского происхождения: лу — ‘зелёный’, цинь — ‘скалы’, цзы — суффикс, то есть Зелёный мыс (ныне так называется мыс к югу от бухты).
Кроме пади, Шаморой называлась и река, впадающая в бухту, и возникший здесь позже посёлок, и полевой аэродром, построенный в 1943 году. Бухта же долгое время была известна под обоими названиями — и Фельдгаузена, и Шамора.
До 1960-х годов, когда на берегу стал располагаться палаточный пионерский лагерь, бухта не была популярным местом отдыха. Пассажирский транспорт на Шамору не ходил, но можно было дойти пешком по просёлочной дороге вдоль моря или со стороны Ботанического сада.
После вооружённого конфликта за остров Даманский в Приморье переименовали все китайские названия, посёлок в 1972 году получил название Лазурный, а в 1973 году решением Приморского крайисполкома «Лазурными» стали и река Шамора, и бухта Шамора (Фельдгаузена).